# Reino de Artsaque
O Reino de Artsaque (em armênio/arménio: Արցախի թագավորություն; romaniz.: Arts’akhi t’agavorut’yun), também conhecido como Reino de Siunique-Balque, é o nome moderno dado ao Estado medieval na Armênia Oriental, no território de Artsaque (atual Alto Carabaque), Gardamana e Guelarcunique. Fontes contemporâneas referem-se a ele como o "Reino de Albânia" e posteriormente, como "Principado de Khachen". A casa real de Artsaque era um ramo cadete da antiga família Siuni e foi chamada de Khachen, em homenagem a sua principal fortaleza.
Haçane-Jalal traça sua descendência da dinastia arranxaíquida, nascida na Albânia, uma família que precedeu o domínio arsácida parta da região.
Artsaque manteve seus governantes soberanos, embora no início do século XIII eles aceitaram suserania do Reino da Geórgia e do Império Mongol. O título real foi abolido após o assassinato de Haçane Jalal (1214-1261) pelo governante de Ilcanato, Hulagu Cã, mas continuou a existir como um principado, que desde o século XVI era composto por cinco melicados armênios e durou até o início do século XIX.